# Hans Strothoff
Hans Strothoff (* 28. November 1950 in Bremen; † 11. August 2020) war ein deutscher Familienunternehmer. Er war Gründer und Vorstandsvorsitzender der MHK Group AG.

## Leben
Hans Strothoff absolvierte eine Ausbildung zum Industriekaufmann.
Seine berufliche Laufbahn begann er 1969 bei Asko Finnland Möbel. Hier war er für den Zentraleinkauf und später für die Verkaufsleitung zuständig. Im Jahr 1975 wechselte er zu dem Einrichtungsunternehmen Designo Stuttgart. Hier stieg er in die Geschäftsführung auf. Strothoff starb 2020 im Alter von 69 Jahren.

### Gründungen
1980 gründete Hans Strothoff den Einkaufsverband musterhaus küchen Deutschland GmbH, aus dem die MHK Group AG hervorgegangen ist. Als ausländische Töchter entstanden: 1992 MHK Niederlande, 1997 MHK Belgien und 2005 MHK Schweiz. Strothoff gründete ergänzend zum Einkaufsverband verschiedene zugehörige Unternehmen: 1984 info-text Werbegesellschaft GmbH, 1985 IHT Industrie- und Handelstreuhand GmbH, 1986 DATAX Steuerberatungsgesellschaft mbH, 1989 CARAT Gesellschaft für Organisation und Softwareentwicklung mbH und AIT Allgemeine Immobilien Treuhandgesellschaft mbH, 1994 REDDY & Elektrowelt GmbH & internationale Franchise GmbH, 1998 macrocom Gesellschaft für Netzwerk-Kommunikation mbH und Cronbank Aktiengesellschaft, 1999 Deutsche Unternehmer Akademie GmbH, 2001 Internationales Rating Centrum GmbH und 2002 DESIGNO Küchen GmbH.
Im Jahr 1991 übernahm die MHK Group die Küchen-Liga Einkaufsgesellschaft mbH und 1999 die WK Wohnen GmbH. 2006 übernahm er die VKG-Gesellschaften in Holland, Österreich und Spanien. 2010 initiierte er ein Investitionsprogramm zur klaren Positionierung des inhabergeführten mittelständischen Fachhandels. 2012 wurde ein Gemeinschaftsunternehmen mit dem Einrichtungspartnerring VME in Bielefeld gebildet, die VMEMHK Einkaufsgesellschaft. Im Herbst 2015 gründete Strothoff einen neuen Verband für Aktionäre der Küchen Partner AG.
Von 2005 bis zu seinem Tod war Strothoff Präsident des Bundesverbands des Deutschen Möbel-, Küchen- und Einrichtungs-Fachhandels (BVDM) und Vorstandsvorsitzender des Vereins der Fachschule des Möbelhandels e. V.
2004 stiftete er eine Professur der Betriebswirtschaftslehre mit Schwerpunkt Handelsmarketing im Fachbereich Wirtschaftswissenschaften an der Johann Wolfgang Goethe-Universität Frankfurt, die bis 2016 bestand.
2008 gründete Hans Strothoff die Strothoff International School Rhein-Main Campus Dreieich, die ein Jahr später erstmals ihren Lehrbetrieb aufnahm. 2014 gründete Hans Strothoff den „Verein Zukunft Dreieich e. V.“ Ziel des Vereins ist es, die Wohn- und Standortqualität der Stadt Dreieich zu erhöhen. Im Sommer 2015 präsentierte Strothoff einen Masterplan für Dreieich.

## Ehrungen
Strothoff war Ehrenbürger von Dreieich. Am 1. Juni 2021 wurde der Hans-Strothoff-Platz in Dreieich nach ihm benannt.

## Auszeichnungen
- 2002 Verdienstmedaille des Verdienstordens der Bundesrepublik Deutschland für das „herausragende Engagement des Unternehmers für die Möbelwirtschaft“[11]
- 2008 Ehrensenator der Frankfurter Goethe-Universität[7]
- 2012 Exzellenzpreis der Unternehmervereinigung Liberaler Mittelstand Hessen[12]